# Zakiya Saunders
Zakiya Saunders (ur. 2 maja 1995 w Fort Drum) – amerykańska koszykarka występująca na pozycji rozgrywającej.
W sezonie 2012/2013, jako seniorka notowała średnio 19,1 punktu, 11 zbiórek, 5 asyst i 5 przechwytów. Została wybrana MVP ligi szkolnej oraz zaliczona do I składu All-North. 
10 grudnia 2019 została zawodniczką Enei AZS Poznań.

## Osiągnięcia
Stan na 28 sierpnia 2020, na podstawie, o ile nie zaznaczono inaczej.
NCAA
- Uczestniczka rozgrywek:
  - II rundy turnieju NCAA (2016)
  - turnieju NCAA (2014–2016)
- Mistrzyni:
  - turnieju America East Conference (AEC – 2014–2016)
  - sezonu regularnego AEC (2014–2016)
- Zaliczona do II składu konferencji:
  - America East (2016)
  - American Athletic (2018)